# Formule du nombre de classes
En théorie des nombres, la formule du nombre de classes relie de nombreux invariants importants d'un corps de nombres à une valeur spécifique de sa fonction zêta de Dedekind.

## Énoncé général de la formule du nombre de classes
Nous partons des données suivantes :
- K est un corps de nombres.
- [K : Q] = n = r1 + 2r2, où r1 est le nombre de plongements réels de K, et 2r2 plongements complexes K.
- ζK(s) la fonction zêta de Dedekind de K.
- hK le nombre de classes, le cardinal du groupe des classes d'idéaux de K.
- RegK le régulateur de K.
- wK le nombre de racines de l'unité dans K.
- DK est le discriminant de l'extension K/Q.

Alors:
Théorème (formule du nombre de classes). ζK(s) converge absolument pour Re(s) > 1 et se prolonge en une fonction méromorphe définie pour tout complexe s avec un seul pôle simple en s = 1, de résidu
{\displaystyle \lim _{s\to 1}(s-1)\zeta _{K}(s)={\frac {2^{r_{1}}\cdot (2\pi )^{r_{2}}\cdot \operatorname {Reg} _{K}\cdot h_{K}}{w_{K}\cdot {\sqrt {|D_{K}|}}}}}
Il s'agit de la formule du nombre de classes la plus générale. Dans des cas particuliers, par exemple lorsque K est une extension cyclotomique de Q, il existe des formules particulières et plus raffinées.

## Preuve
L'idée de la preuve de la formule du nombre de classes est plus facile à voir lorsque K = Q(i). Dans ce cas, l'anneau des entiers sur K sont les entiers de Gauss.
Une manipulation élémentaire montre que le résidu de la fonction zêta de Dedekind en s = 1 est la moyenne des coefficients de la représentation en série de Dirichlet de la fonction zêta de Dedekind. Le n-ième coefficient de la série de Dirichlet est essentiellement le nombre de représentations de n sous la forme d'une somme de deux carrés d'entiers non négatifs. On peut donc calculer le résidu de la fonction zêta de Dedekind à s = 1 en calculant le nombre moyen de représentations. Comme dans l'article sur le problème du cercle de Gauss, on peut calculer cette quantité en approximant le nombre de points de réseau à l'intérieur d'un quart de cercle centré à l'origine, concluant que le résidu est un quart de pi.
La preuve lorsque K est un corps de nombres quadratiques imaginaires arbitraires est très similaire.
Dans le cas général, d'après le théorème des unités de Dirichlet, le groupe d'unités dans l'anneau des entiers de K est infini. On peut néanmoins réduire le calcul du résidu à un problème de comptage de points de réseau en utilisant des plongements réels et complexes et approximer le nombre de points de réseau dans une région par le volume de la région, pour compléter la preuve.

## Formule du nombre de classes de Dirichlet
Peter Gustav Lejeune Dirichlet publia une preuve de la formule du nombre de classes pour les corps quadratiques en 1839, mais énoncée dans le langage des formes quadratiques plutôt que des classes d'idéaux. Il semble que Gauss connaissait déjà cette formule en 1801.
L'exposition suit celle de Davenport.
Soit d un discriminant fondamental, et notons h(d) le nombre de classes d'équivalence des formes quadratiques de discriminant d. Soit {\displaystyle \chi =\left(\!{\frac {d}{m}}\!\right)} le symbole Kronecker. Alors {\displaystyle \chi } est un caractère de Dirichlet. Soit {\displaystyle L(s,\chi )} la série L de Dirichlet pour {\displaystyle \chi } . Pour d > 0, soient t > 0, u > 0 la solution de l'équation de Pell {\displaystyle t^{2}-du^{2}=4} pour lequel u est minimale, posons
{\displaystyle \varepsilon ={\frac {1}{2}}(t+u{\sqrt {d}}).}
(Alors {\displaystyle \varepsilon } est soit une unité fondamentale de {\displaystyle \mathbb {Q} ({\sqrt {d}})} ou le carré d'une unité fondamentale. ) Pour d < 0, notons w le nombre d'automorphismes de formes quadratiques du discriminant d ; on sait que,
{\displaystyle w={\begin{cases}2,&d<-4;\\4,&d=-4;\\6,&d=-3.\end{cases}}}
Alors Dirichlet a montré que
{\displaystyle h(d)={\begin{cases}{\dfrac {w{\sqrt {|d|}}}{2\pi }}L(1,\chi ),&d<0;\\{\dfrac {\sqrt {d}}{\ln \varepsilon }}L(1,\chi ),&d>0.\end{cases}}}
C'est un cas particulier du théorème énoncé ci-dessus : pour un corps quadratique K, la fonction zêta de Dedekind est donnée par {\displaystyle \zeta _{K}(s)=\zeta (s)L(s,\chi )}, et le résidu en 1 est {\displaystyle L(1,\chi )}. 